# 永井将貴
永井 将貴（ながい まさき、1987年1月22日 - ）は、日本の男性俳優、声優。福島県いわき市出身。劇団昴所属。

## 人物
特技は剣道（二段）、タップダンス、清掃。
趣味はカメラ（デジタル一眼レフ）、サバイバルゲーム。
方言は福島弁（いわき・栃木北部・茨城北部）。

## 出演作品

### テレビドラマ
- 味いちもんめ（2013年）
- 女三代 如月法律事務所（2013年）
- 税務調査官・窓際太郎の事件簿（2014年）

### バラエティ
- 所さんの学校では教えてくれないそこんトコロ!

### テレビアニメ
- 名探偵コナン（2018年、生徒）

### 劇場アニメ
- 竜とそばかすの姫（2021年）

### ゲーム
- ファイナルファンタジーVII リメイク（2020年）

### 吹き替え

#### 映画
- アルカディア（ハル）
- アルカトラズからの脱出 ※Netflix版
- ガンパウダー・ミルクシェイク（ショッカー[4]）
- クレイジー・グッド（ベンジー 他）
- クレイジー・パーティー
- ゴジラ キング・オブ・モンスターズ（ボウマン 他[5]）
- サウスランド（ティム 他）
- ザ・シークレットマン（グレイ）
- セプテンバー5
- ダーク・ハーヴェスト
- チャイルド・プレイ（ウェス）
- デトロイト（フレッド・テンプル〈ジェイコブ・ラティモア〉）
- 伝説の登山家 亡き父を追って
- ドクター・ドリトル（プリンプトン）
- ビバリーヒルズ・コップ（サージ / セルジュ〈ブロンソン・ピンチョット〉）※Netflix版
- ビバリーヒルズ・コップ2 ※Netflix版
- フィードバック（アンソニー）
- リベンジ・アイランド（イシャム）
- ロレーナ: サンダル履きのランナー（ロレーナの兄）
- ワンダー・ウーマンとマーストン教授の秘密

#### ドラマ
- アリーチェの物語（ヴィンチェンツォ、ミスターフリッツ、チク 他）
- インポスターズ 愛しの結婚詐欺師（ダニー 他）
- ヴァイキング 〜ヴァルハラ〜
- エイリアニスト
- NCIS: ニューオーリンズ シーズン3、4（テオ 他）
- キッズ・イン・ザ・ホール 〜ギャグの殿堂〜
- グレイス&フランキー シーズン6（ジョーディー）
- クローザー シーズン7
- 刑事モース〜オックスフォード事件簿〜（ポッター巡査）
- サイコだけど大丈夫（クォン・ミンソク）
- ザ・ルーキー 40歳の新米ポリス!?3（カイル）
- The OA（アルフォンソ・“フレンチ”・ソーサ）
- シークレット・シティ（サリヴァン）
- ジェイコブを守るため（ダン・リフキン〈パトリック・フィッシュラー〉）
- ジャスト・ビヨンド 怪奇の学園「異星人の家族」（ロナルド）
- シリコンバレー（ディネシュ・チャグタイ〈クメイル・ナンジアニ〉）
- SCORPION/スコーピオン シーズン2、3
- スリーピー・ホロウ
- 呑金/タングム（ハンピョン大君〈キム・ジェウク〉）
- ツタンカーメン 呪われた王家の血（ナクト）
- THIS IS US（思春期のランダル・ピアソン）
- Dr.HOUSE8
- ブラック・バード
- ボッシュ: 受け継がれるもの
- マイネーム: 偽りと復讐（チョン・テジュ〈イ・ハクジュ〉）
- マイ・ブロック
- ミスター・メルセデス
- レジェンド・オブ・トゥモロー シーズン2
- LEFTOVERS/残された世界（マイケル・マーフィー）
- LAW & ORDER:Trial by Jury
- ロスト・イン・スペース（ヴィジェイ・ダール）
- ロック&キー（サム・レーサー）
- ワーキングママ（ライオネル）

#### テレビ番組
- アメリカお宝鑑定団ポーンスターズ
- The Wine Show -極上のワインに魅せられて-
- BS世界のドキュメンタリー 戦地のスキーヤー（サジャド・フサイニ）

#### アニメ
- アダムス・ファミリー
- パワーパフガールズ
- 百妖譜（鶏の店主人）

### ボイスオーバー
- バスターミナル 死の真相

### CM
- ウェルスナビ「教えてあげたい」篇
- UHA味覚糖・グミサプリ
- 強力わかもと
- 全農にいがた こしいぶき「ダンス篇」
- JRA CLUB KEIBA 「大合唱篇」
- 日清食品 日清ラ王「いくら?」篇
- PCA「会計」篇

### 舞台
- 黒蜥蜴（2008年、雨宮潤一）
- 月の家（2011年、ウォンシク）
- 道の上の家族（2012年、息子）
- ジョマクノギ（2012年、マサキ）
- THE WINDS OF GOD（2014年 - 2015年）
- 召命（2014年、長崎誠）
- 卒塔婆小町（2015年）
- 街と飛行船（2016年、松葉杖の老兵、白衣の男2）
- ふくろう（2017年、水口）
- 幻の国（2017年、グスタフ）
- 改訂版無頼の女房（2018年、横山）
- 8月のオーセージ（2019年、ギルボウ保安官）

### その他コンテンツ
- いわき七浜イケメンプロジェクト（薄磯海斗）